# Kraskowszczyzna
Kraskowszczyzna – osada położona w województwie podlaskim, w powiecie hajnowskim, w gminie Dubicze Cerkiewne.
W latach 1975–1998 administracyjnie należała do województwa białostockiego.
Ludowa nazwa brzmi Korchi i pochodzi od nazwiska Korch, rodu mieszkającego w tej wsi.
Kraskowszczyzna po raz pierwszy jest wymieniana w roku 1921. Prawosławni mieszkańcy wsi należą do parafii Opieki Matki Bożej w Dubiczach Cerkiewnych, a wierni kościoła rzymskokatolickiego do parafii Świętych Cyryla i Metodego w Hajnówce lub do parafii św. Zygmunta w Kleszczelach.
Kraskowszczyzna była przysiółkiem wsi Witowo do 2024 roku.